# Rodolfo II di Borgogna
Rodolfo II di Borgogna (888 circa – 12 o 13 luglio 937) fu Re di Borgogna Transgiurana dal 911 al 933, poi Re d'Italia dal 922 al 933 ed infine Re di Arles o delle due Borgogne dal 933 alla sua morte.

## Origine
Figlio del conte e poi re di Borgogna Transgiurana, Rodolfo I (come conferma l'Herimanni Augiensis Chronicon e della moglie, Willa di Provenza (873-929, figlia del re di Provenza Bosone (che fosse la figlia di Bosone è confermato da due documenti dei Recueil des chartes de l'abbaye de Cluny, tomus I, n* 633 e 631 entrambi del 943, in cui il re di Arles, Corrado I, cita il nipote di Willa, Carlo Costantino, definendolo parente) e della sua prima moglie di cui non si conoscono né generalità né ascendenti (l'esistenza di questa moglie è confermata dagli Annales Fuldenses, che affermano che il conte di Provenza, Bosone, avvelenò la (prima) moglie e non (come erroneamente da alcuni viene sostenuto) di Ermengarda d'Italia, figlia dell'imperatore Luigi il Giovane e di Engelberga d'Alsazia. Rodolfo I era figlio del conte di Auxerre e poi conte di Borgogna Transgiurana, Corrado II (ca. 835-876), e di Waldrada, come risulta dalle Mémoires concernant l'histoire civile et ecclésiastique d'Auxerre et de son ancient diocese, in cui il nuovo re dei Franchi occidentali, Luigi il Balbo, dopo la morte del marito, la conferma proprietaria dell'abbazia di Saint-Germain d'Auxerre, di cui non si conoscono gli ascendenti.

## Biografia

L'impero carolingio nel 915. In viola il regno della Borgogna Transgiurana e in rosa il regno d'Italia

Sempre secondo l'Herimanni Augiensis Chronicon, nel 912, alla morte del padre, Rodolfo I, Rodolfo gli successe sul trono della Borgogna Transgiurana, come Rodolfo II.
Rodolfo, appena salito al trono cercò di ampliare i territori del regno a scapito dei vicini, ma, nel 919, poco dopo l'elezione a re di Germania di Enrico I di Sassonia, fu sconfitto a Winterthur, dal duca di Svevia, Burcardo II, riuscendo però a conservare le contee di Argovia e Turgovia, a est del fiume Aar, appena conquistate (secondo lo storico britannico, Austin Lane Poole, Rodolfo ottenne i territori ad est del fiume Aar, in seguito al suo matrimonio o addirittura dopo la morte del suocero), in quanto Burcardo dovette far fronte al nuovo re di Germania, Enrico I, detto l'Uccellatore.
Nel 922, sia per gli Annales Sangallenses maiores che secondo il cronista Liutprando, sposò Berta di Svevia (907- dopo l'8 aprile 962), detta la Filandina, figlia del duca di Svevia e di Sassonia, Burcardo II, e pare che in questa occasione a Rodolfo fu confermato il suo dominio sui territori a est del fiume Aar (sempre secondo lo storico britannico, Austin Lane Poole, la conferma di tale cessione da parte di Enrico I si ebbe al concilio di Worms, nel novembre 926, in cambio della Sacra Lancia, donata da Rodolfo ad Enrico, il quale a sua volta la aveva ricevuta dal conte Sansone in Italia).
Verso la fine del 921, una parte della nobiltà italiana, guidata dal marchese Adalberto I di Ivrea (?-924), aveva offerto a Rodolfo II la corona d'Italia. Rodolfo accettò, attraversò le Alpi, si diresse su Pavia, capitale del regno, ed entrato in città, dalla maggior parte dei notabili, fu eletto re d'Italia, in contrapposizione a Berengario del Friuli, che oltre che re d'Italia era anche imperatore. Rodolfo, nel febbraio del 922, fu incoronato re d'Italia a Pavia, mentre Berengario, accusato di vigliaccheria per aver lasciato entrare nella penisola i suoi alleati Ungari, resisteva a Verona. La guerra continuò e nel 923, Berengario sconfitto, con pesanti perdite (circa 1500 morti) da Rodolfo, a Fiorenzuola d'Arda, vicino a Piacenza, si ritirò nuovamente a Verona, dove, il 7 aprile 924, fu assassinato da un suo vassallo, mettendo fine così alla guerra. Rodolfo, quindi governò sia l'Italia che la Borgogna Transgiurana, risiedendo alternativamente in ambedue i regni.
In quello stesso 924 Rodolfo trovò un accordo con Ugo di Provenza per combattere gli Ungari che erano penetrati in Provenza, ed insieme li ricacciarono nella Gotia, al di là del Rodano. Nello stesso anno però, mentre Rodolfo si trovava in Borgogna, l'Italia settentrionale fu attaccata dagli Ungari, che devastarono la Lombardia e incendiarono Pavia; allora, nel corso del 925, la vedova di Adalberto I e sorellastra di Ugo, Ermengarda si unì al proprio fratello, Guido di Toscana e all'arcivescovo di Milano, Lamperto, si ribellarono a Rodolfo, che tentò di ritornare in Italia dalla Borgogna, ma per due volte gli impedirono di rientrare nel regno d'Italia. Nel 926, Rodolfo fece un ultimo tentativo di rioccupare il regno d'Italia, chiedendo aiuto al duca di Svevia, Burcardo II, suo suocero da alcuni anni, che però, nell'aprile di quello stesso anno, venne ucciso in un'imboscata, presso Novara. Dopo di che Rodolfo lasciò l'Italia e, attraversate le Alpi, rientrò in Borgogna. Dopo che Rodolfo aveva lasciato definitivamente l'Italia, i nobili che gli si erano ribellati contro, in accordo con la nobiltà che aveva appoggiato Berengario offrirono il trono ad Ugo, marchese di Provenza, che l'accettò e dopo essere sbarcato nei pressi di Pisa, proveniente dalla Provenza, il 6 luglio 926 fu incoronato a Pavia.

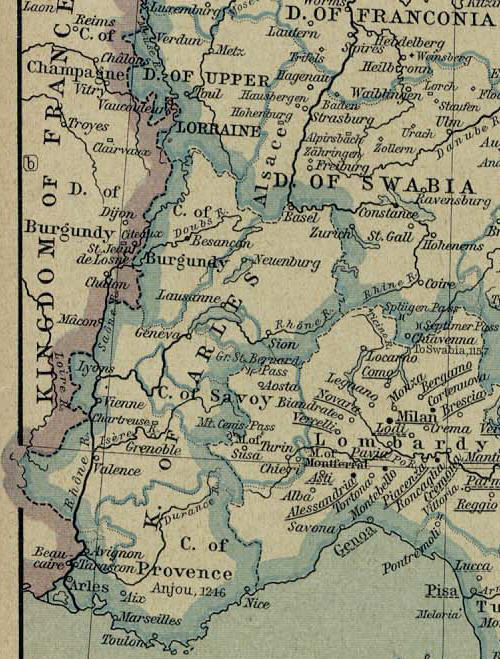
Regno di Arles

Dopo i rovesci subiti da Ugo, nuovo re d'Italia in contrapposizione a Rodolfo, negli ultimi anni (tra cui un nuovo attacco degli Ungari ed una ribellione di Pavia, del 931), i nobili italiani, nel 933 (secondo il cronista Liutprando, l'accordo tra Ugo e Rodolfo fu stipulato, nel 931), si recarono in Borgogna per richiamare il re Rodolfo in Italia; ma, essendone venuto a conoscenza, Ugo d'Arles inviò i suoi messaggeri a offrire al re di Borgogna, Rodolfo II, tutti i territori che aveva governato in Provenza, a patto che Rodolfo non rimettesse più piede in Italia. Rodolfo accettò e così, in quell'anno (933), dall'unione della Borgogna Transgiurana e della Provenza (che includeva anche la Borgogna Cisgiurana) ebbe origine il regno di Arles o delle due Borgogne.
Secondo lo storico francese Paul Fournier il regno di Arles era uno Stato nato per volontà politica. Le varie popolazioni che si trovavano sul territorio non erano unite da nessun saldo legame, la struttura del regno era così artificiale che ci volle del tempo, affinché il regno stesso fosse accetto, anche nella sua denominazione. Alla monarchia non mancava solo il titolo ma anche il potere reale; il potere era nelle mani delle signorie ecclesiastiche di Besançon, Lione e Vienne, poi, nelle contee di Vienne, Moriana e Provenza ed infine, verso la fine del secolo anche nella contea di Borgogna (Franca Contea), e nel marchesato di Provenza. Anche per la capitale non vi fu una residenza fissa: Arles era trascurata e i re preferirono risiedere a Vienne, mentre quando si recavano in Borgogna risiedevano a volte a Basilea, ma preferivano i monasteri e le abbazie come San Maurizio d'Agauno. La Provenza comunque tornò molto presto nelle mani di Ugo e quando Rodolfo morì, secondo il cronista Flodoardo verso la fine del 937, lasciando il regno di Arles in eredità al figlio Corrado, ancora minorenne, che governò sotto la custodia del nuovo re di Germania, Ottone I, l'unione dei due regni era solo teorica, almeno sino alla morte di Ugo (947).
Dopo la morte di Rodolfo II, in quello stesso 937, il 12 dicembre, secondo Liutprando, la vedova, Berta di Svevia, sposò Ugo di Provenza, mentre Adelaide di Borgogna, la figlia di Rodolfo II e Berta, veniva fidanzata al figlio di Ugo, Lotario.

## Discendenza
Rodolfo e Berta ebbero quattro (o cinque) figli:
- Giuditta, citata, come testimone, in un documento del 14 luglio 929, in cui sua zia Adelaide, vedova del duca di Borgogna, Riccardo il Giustiziere, dopo che si era ritirata nel monastero di Cluny, fece dono al monastero di Cluny stesso, di un monastero con le sue appendici[34];
- Corrado[2] detto il Pacifico (925-993), Re di Arles o delle due Borgogne;
- Burcardo[35] (?- circa, 958), vescovo di Losanna e poi Arcivescovo di Lione;
- Adelaide[31] (circa 931-999), vedova del re d'Italia, Lotario d'Arles (925-950), sposato nel 947, sposò nel 951 il re di Germania, Ottone I (912-973), futuro imperatore del Sacro Romano impero.
- Rodolfo[35] (?-dopo l'8 aprile 962, in cui è citato in un documento del fratello, Corrado[36]), ricevette il suo feudo dal re di Germania Ottone I, col documento nº 201 del 14 aprile 859[37].

## Ascendenza
|                        |                 |                    | Genitori     |  |  | Nonni |  |  | Bisnonni              |  |  | Trisnonni |  |
|                        |                 |                    |              |  |  |       |  |  | Corrado I di Borgogna |  |  | Guelfo I  |  |
|                        |                 |                    |              |  |  |       |  |  | Corrado I di Borgogna |  |  | Guelfo I  |  |
|                        |                 | Edvige di Baviera  |              |  |  |       |  |  | Corrado I di Borgogna |  |  |           |  |
| Corrado II di Borgogna |                 |                    |              |  |  |       |  |  | Corrado I di Borgogna |  |  |           |  |
|                        |                 | Adelaide d'Alsazia | Ugo di Tours |  |  |       |  |  |                       |  |  |           |  |
|                        |                 | Adelaide d'Alsazia | Ugo di Tours |  |  |       |  |  |                       |  |  |           |  |
|                        |                 | Adelaide d'Alsazia | Ava/Bava     |  |  |       |  |  |                       |  |  |           |  |
| Rodolfo I di Borgogna  |                 | Adelaide d'Alsazia |              |  |  |       |  |  |                       |  |  |           |  |
|                        |                 | …                  | …            |  |  |       |  |  |                       |  |  |           |  |
|                        |                 | …                  | …            |  |  |       |  |  |                       |  |  |           |  |
|                        |                 | …                  | …            |  |  |       |  |  |                       |  |  |           |  |
| Waldrada               |                 | …                  |              |  |  |       |  |  |                       |  |  |           |  |
|                        |                 | …                  | …            |  |  |       |  |  |                       |  |  |           |  |
|                        |                 | …                  | …            |  |  |       |  |  |                       |  |  |           |  |
|                        |                 | …                  | …            |  |  |       |  |  |                       |  |  |           |  |
| Rodolfo II di Borgogna |                 | …                  |              |  |  |       |  |  |                       |  |  |           |  |
|                        | Bivin di Vienne | Bosone il Vecchio  |              |  |  |       |  |  |                       |  |  |           |  |
|                        | Bivin di Vienne | Bosone il Vecchio  |              |  |  |       |  |  |                       |  |  |           |  |
|                        | Bivin di Vienne | …                  |              |  |  |       |  |  |                       |  |  |           |  |
| Bosone I di Provenza   | Bivin di Vienne |                    |              |  |  |       |  |  |                       |  |  |           |  |
|                        |                 | Richilde           | …            |  |  |       |  |  |                       |  |  |           |  |
|                        |                 | Richilde           | …            |  |  |       |  |  |                       |  |  |           |  |
|                        |                 | Richilde           | …            |  |  |       |  |  |                       |  |  |           |  |
| Willa di Provenza      |                 | Richilde           |              |  |  |       |  |  |                       |  |  |           |  |
|                        |                 | …                  | …            |  |  |       |  |  |                       |  |  |           |  |
|                        |                 | …                  | …            |  |  |       |  |  |                       |  |  |           |  |
|                        |                 | …                  | …            |  |  |       |  |  |                       |  |  |           |  |
| …                      |                 | …                  |              |  |  |       |  |  |                       |  |  |           |  |
|                        |                 | …                  | …            |  |  |       |  |  |                       |  |  |           |  |
|                        |                 | …                  | …            |  |  |       |  |  |                       |  |  |           |  |
|                        |                 | …                  | …            |  |  |       |  |  |                       |  |  |           |  |
|                        |                 | …                  |              |  |  |       |  |  |                       |  |  |           |  |

### Fonti primarie
- (LA)  Monumenta Germaniae Historica, Scriptores, tomus II.
- (LA)  Rerum Gallicarum et Francicarum Scriptores, tomus IX.
- (LA)  Monumenta Germaniae Historica, Scriptores, tomus I.
- (LA)  Monumenta Germaniae Historica, Diplomata regum Germaniae ex Stirpe Karolinorum, tomus I.
- (LA)  Recueil des chartes de l'abbaye de Cluny, tomus I.
- (LA)  Recueil des chartes de l'abbaye de Cluny, tomus II.
- (LA)  Monumenta Germaniae Historica, Scriptores, tomus V.
- (LA)  Monumenta Germaniae Historica, Scriptores, tomus III.

### Letteratura storiografica
- C. W. Previté-Orton, "L'Italia nel X secolo", cap. XXI, vol. II (L'espansione islamica e la nascita dell'Europa feudale) della Storia del Mondo Medievale, 1979, pp. 662–701.
- Louis Halphen, "Il regno di Borgogna", cap. XXV, vol. II (L'espansione islamica e la nascita dell'Europa feudale) della Storia del Mondo Medievale, 1979, pp. 807–821.
- Austin Lane Poole, "Germania: Enrico I e Ottone il Grande", cap. IV, vol. IV (La riforma della chiesa e la lotta fra papi e imperatori) della Storia del Mondo Medievale, 1979, pp. 84–111.
- Paul Fournier, "Il regno di Borgogna o d'Arles dal XI al XV secolo", cap. XI, vol. VII (L'autunno del medioevo e la nascita del mondo moderno) della Storia del Mondo Medievale, 1981, pp. 383–410.